# 巴莱萨格
巴莱萨格（法語：Baleyssagues，法語發音：[balesaɡ]）是法国洛特-加龙省的一个市镇，属于马尔芒德区。

## 地理
巴莱萨格（44°41'4"N, 0°9'17"E）面积8.18 平方千米，位于法国新阿基坦大区洛特-加龍省，该省份为法国西南部内陆省份，北起多爾多涅省，西接吉倫特省和朗德省，南至热尔省，东临塔恩-加龙省和洛特省。
与巴莱萨格接壤的市镇（或旧市镇、城区）包括：埃斯克洛特、库尔德蒙塞居、迪约利沃勒、迪拉斯、圣科隆布德迪拉斯。

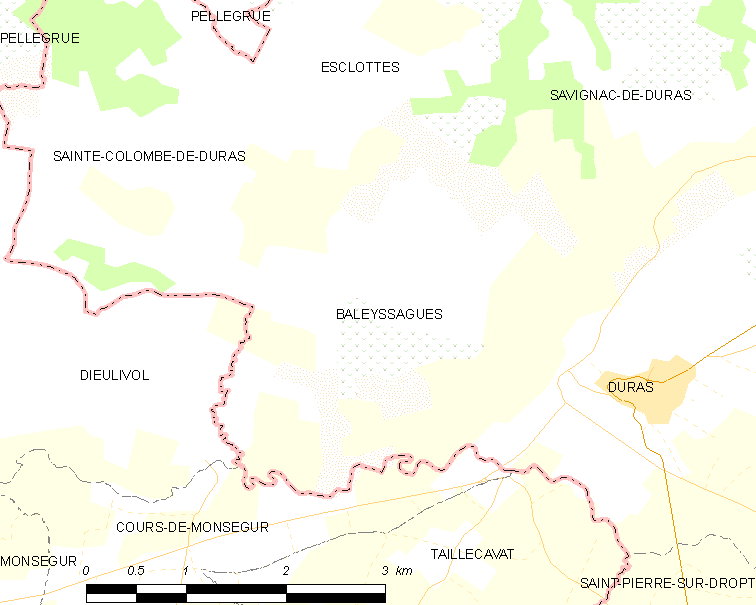
巴莱萨格的OSM定位图

巴莱萨格的时区为UTC+01:00、UTC+02:00（夏令时）。

## 行政
巴莱萨格的邮政编码为47120，INSEE市镇编码为47020。

## 政治
巴莱萨格所属的省级选区为吉耶讷山丘县。

## 人口

1962-2008年间巴莱萨格人口变化图示

巴莱萨格于2022年1月1日时的人口数量为188人。